# Canche (fiume)
La Canche è un fiume francese che scorre interamente nel dipartimento di Pas-de-Calais, nella regione del Nord-Passo di Calais-Piccardia.
Esso è lungo 100,2 km, di cui 88,1 in Francia, (la differenza consiste nella diversa considerazione della Grande Tringue come affluente) nasce a Gouy-en-Ternois ed attraversa il dipartimento fino alla Manica ove sfocia nei pressi di Étaples.
Non si deve confondere questa Canche con la Canche, fiume del dipartimento Saona e Loira, affluente della Celle.

## Comuni attraversati
Nel solo dipartimento di Pas-de-Calais, la Canche attraversa quarantaquattro comuni (da monte verso valle) :

Gouy-en-Ternois (sorgente), Magnicourt-sur-Canche, Sars-le-Bois, Berlencourt-le-Cauroy, Estrée-Wamin, Rebreuviette, Rebreuve-sur-Canche, Bouret-sur-Canche, Frévent, Ligny-sur-Canche, Boubers-sur-Canche, Monchel-sur-Canche, Conchy-sur-Canche, Aubrometz, Fillièvres, Galametz, Wail, Vieil-Hesdin, Saint-Georges, Sainte-Austreberthe, Marconne, Hesdin, Marconnelle, Huby-Saint-Leu, Guisy, Aubin-Saint-Vaast, Contes, Maresquel-Ecquemicourt, Beaurainville, Lespinoy, Marenla, Brimeux, Marles-sur-Canche, Beaumerie-Saint-Martin, Neuville-sous-Montreuil, Montreuil, La Madelaine-sous-Montreuil, La Calotterie, Attin, Beutin, Bréxent-Énocq, Saint-Josse, Tubersent, Étaples (estuario).

## Affluenti
La Canche ha 14 affluenti certificati di cui  un effluente verso la Ternoise.
I principali sono (da monte a valle): 
Riva destra
1. la Ternoise (43 km) a Marconnelle
2. la Planquette (12 km) a Contes
3. la Créquoise (15 km) a Beaurainville
4. le Bras de Brosne (11 km) a Marles-sur-Canche
5. la Course (24 km) a ovest di Montreuil, tra Attin e La Madelaine-sous-Montreuil.
6. la Dordogna (10 km) a Bréxent-Énocq
7. l'Huitrepin (8 km) a Tubersent

Riva sinistra
1. la Grande Tringue (13 km) a Étaples[2]

## Immagini della Canche

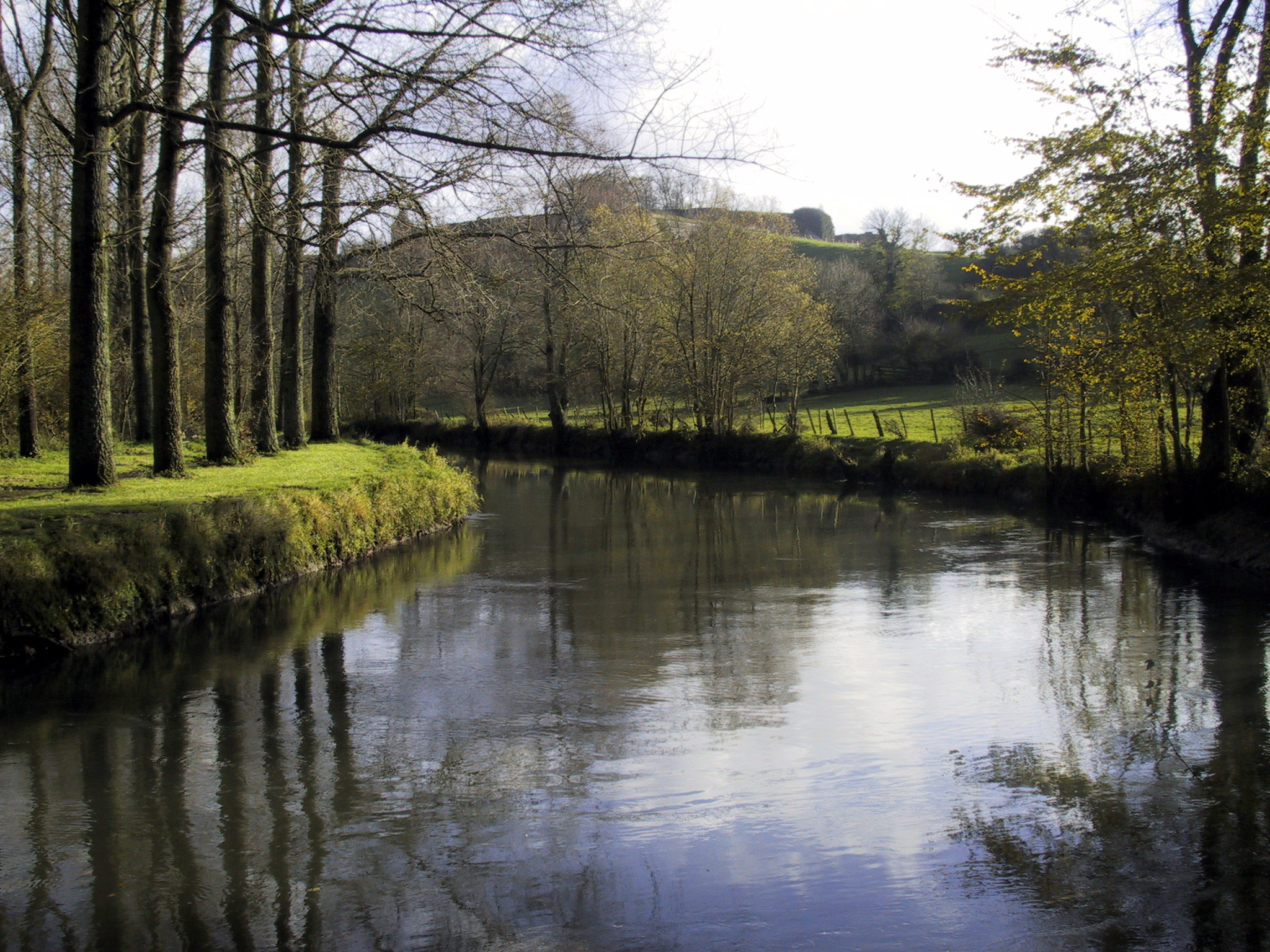
La Canche ai piedi dei bastioni di Montreuil;
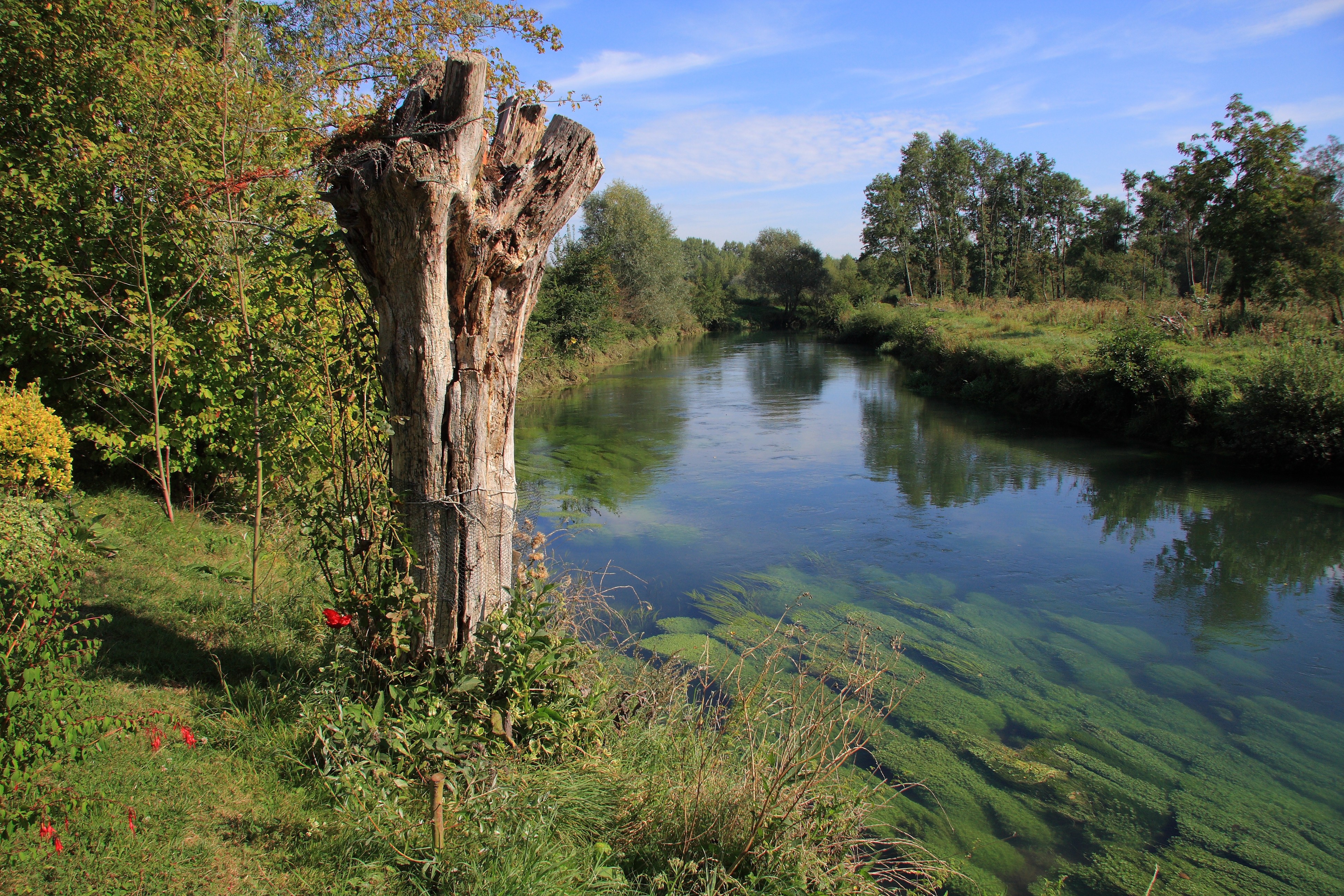
La Canche a La Madelaine-sous-Montreuil;
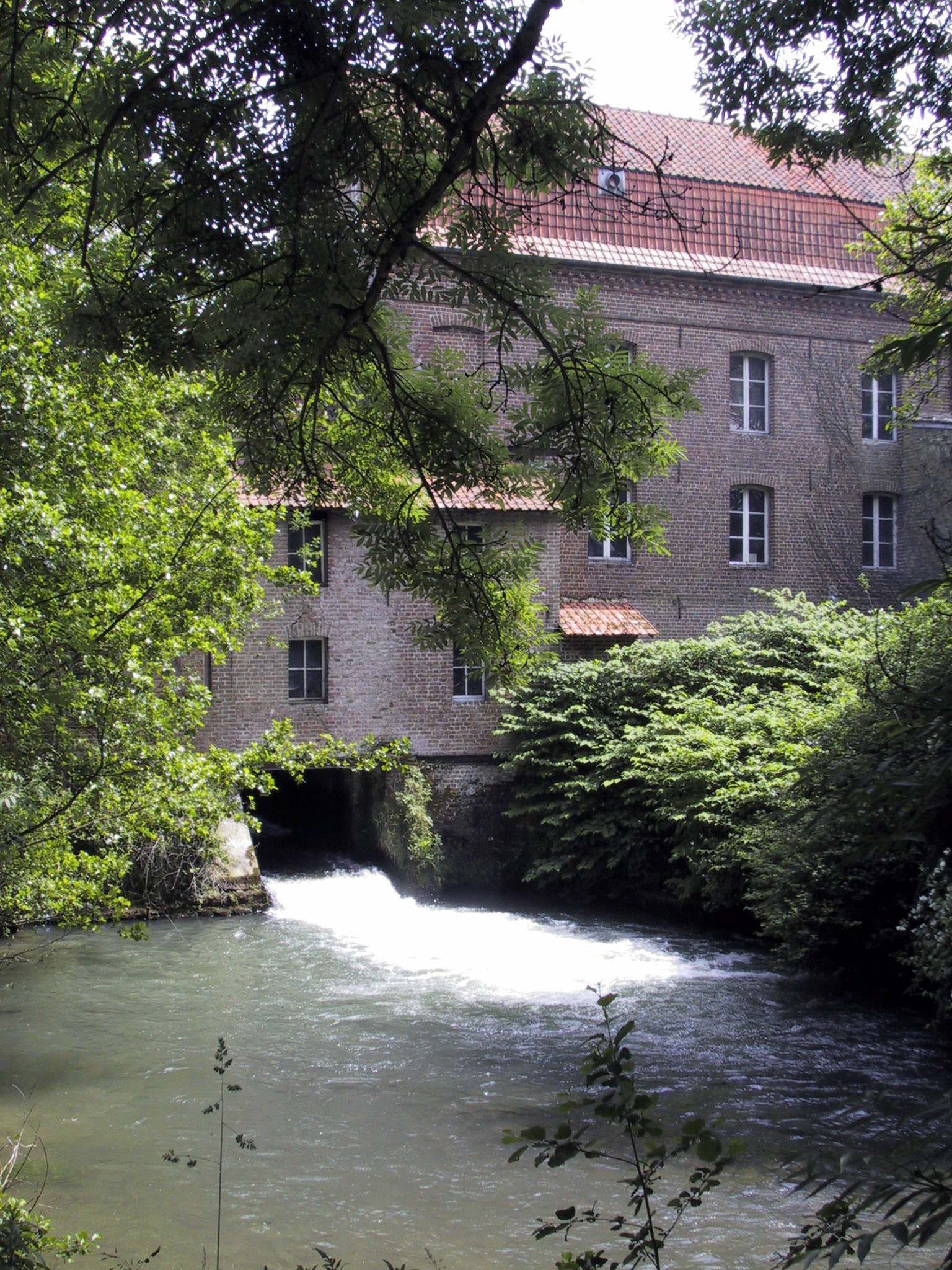
La Canche a Frévent : mulino Blondel;
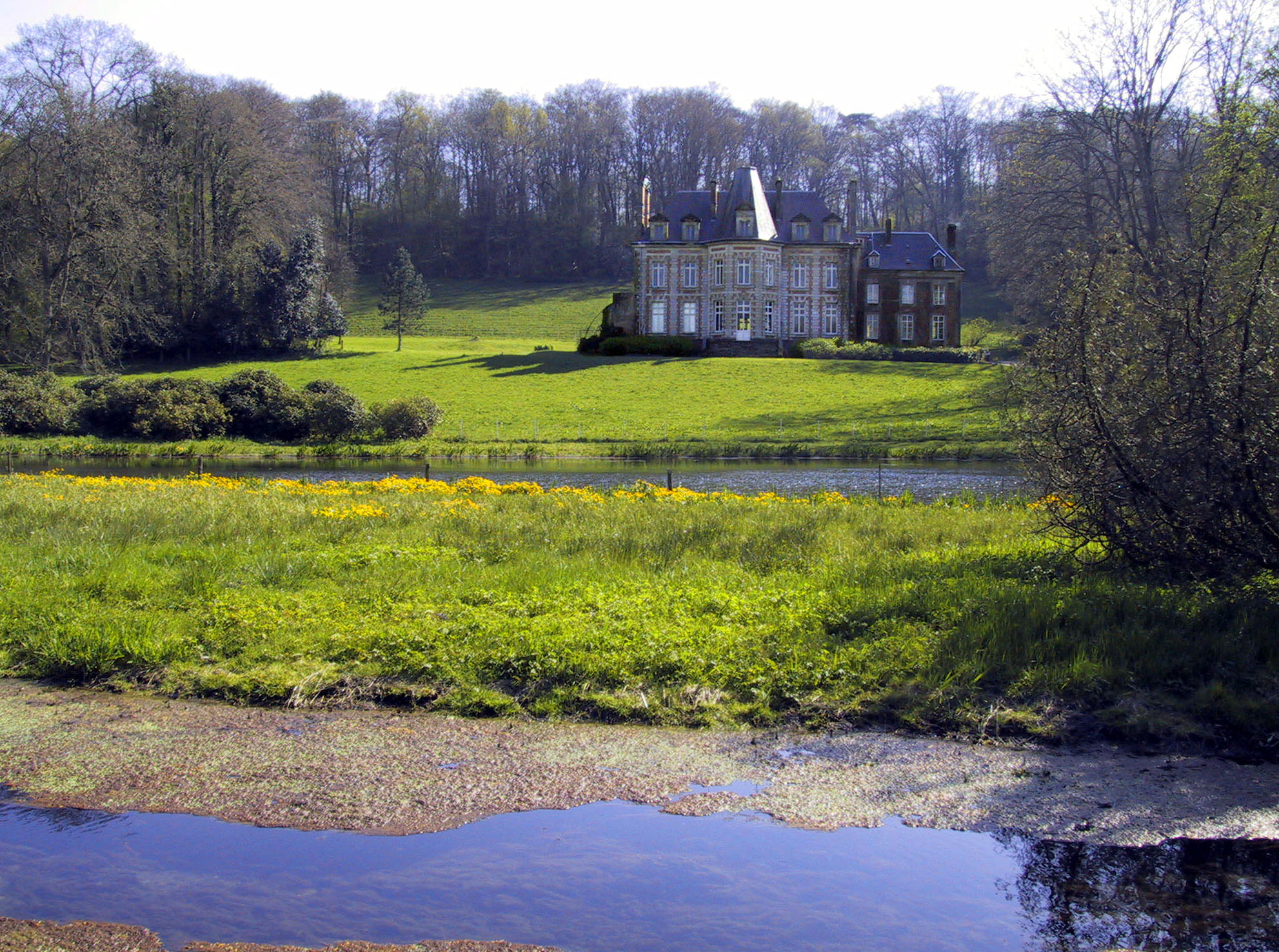
La Canche: in secondo piano il castello de La Calotterie;
Carta de la Canche